# Bronisław Malinowski (atleta)
Bronislaw Malinowski (Polonia, 4 de junio de 1951-29 de septiembre de 1981) fue un atleta polaco, especializado en la prueba de 3000 m obstáculos en la que llegó a ser campeón olímpico en 1980.

## Carrera deportiva
En los JJ. OO. de Moscú 1980 ganó la medalla de oro en los 3000 m obstáculos, con un tiempo de 8:09.70 segundos, llegando a meta por delante del tanzano Filbert Bayi y el etíope Eshetu Tura.